# Berdiańsk (stacja kolejowa)
Berdiańsk – stacja kolejowa w Berdiańsku, w obwodzie zaporoskim, na Ukrainie. Znajdują się tu 2 perony.